# Antonella Rampino
Antonella Rampino (Roma, 9 settembre 1956) è una giornalista italiana, inviata del quotidiano La Stampa, oggi opinionista de Il Dubbio.

## Biografia
Ha iniziato la sua carriera giornalistica alla fine degli anni settanta occupandosi del teatro sperimentale e dei mixed media. Ha condotto per Radio Uno alcune stagioni della trasmissione radiofonica settimanale I pensieri di King Kong. Tra il 1978 e il 1996 ha collaborato con importanti quotidiani e riviste italiane quali La Repubblica, Corriere della Sera e L'Europeo. È stata direttrice fino al 2001 di Aspenia, rivista di politica internazionale dell'Aspen Institute Italia, di cui è membro. Come inviata all'estero ha realizzato reportage da molti paesi e intervistato protagonisti della scena internazionale, tra cui Balthus, Federico Fellini e Tareq Aziz. Nel 2015 si iscrive al Partito Radicale Transnazionale, mentre nel 2016 è stata responsabile della comunicazione presso la Corte costituzionale. Oggi è opinionista de Il Dubbio. 